# Kostel svaté Anny (Jeřmanice)
Římskokatolický farní kostel svaté Anny v Jeřmanicích je sakrální stavba. Od roku 1966 je kostel chráněn jako kulturní památka.

## Historie

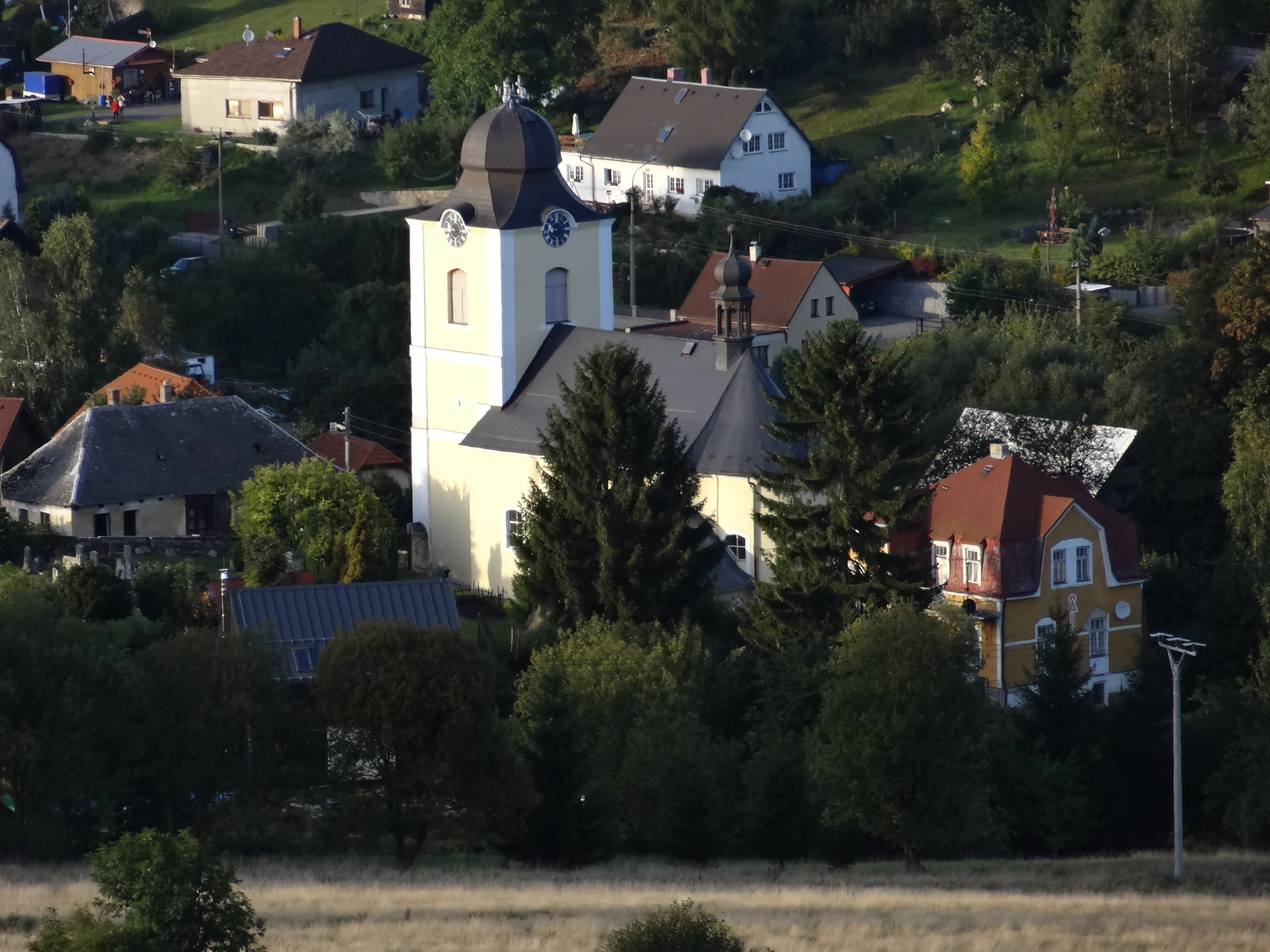
Kostel sv. Anny z vyhlídky u silnice do Záskalí

Kostel byl postaven při hřbitově v letech 1812–1816 podle plánu stavitele J. Braunera ze Smržovky. Byla přitom použita starší kaple z let 1760–1764.
Duchovní správci kostela sv. Anny jsou uvedeni na stránce: Římskokatolická farnost Jeřmanice.

## Architektura
Jedná se o obdélnou neorientovanou stavbu. Kostel je jednolodní o třech osách. Má půlkruhové kněžiště. V průčelí má mohutnou hranolovou věž, která je datována na portálu 1819.
Uvnitř je kostel sklenut segmentově valeně. Presbytář je s konchou. Kruchta je dřevěná.

## Zařízení
Hlavní oltář je portálový, sloupový. Nacházejí se na něm umělecky hodnotné sochy sv. Petra a sv. Pavla. Jsou zřejmě dílem J. Hájka z Mnichova Hradiště z roku 1764 a pocházejí z původního sakrálního prostoru. Oltářní obraz Svaté rodiny pochází z období výstavby kostela a je dílem F. Leubnera z Liberce. Boční oltář je rokokový. Na oltáři je v rámu od I. Ehrlicha obraz Panny Marie Pomocné od Johanna Grusse z Litoměřic z roku 1841. Kazatelna je v uměleckém pojetí Hájkově. Varhany jsou empírové z roku 1816. V lodi jsou obrazy sv. Máří Magdaleny, sv. Kateřiny a sv. Jana Nepomuckého z období kolem roku 1836. Obraz sv. Antonína z roku 1852 pochází od I. Müllera z Rychnova.

## Okolí kostela
Nedaleko stojící barokní Boží muka se sloupovou kapličkou sv. Jana Nepomuckého pocházejí z roku 1752.